# 宇都宮師管区
宇都宮師管区（うつのみやしかんく）は、1945年4月1日に、日本陸軍が徴兵などの軍事行政と地域防衛のために全国を区分けして設けた師管区の一つである。関東地方の北部、すなわち栃木県・群馬県・茨城県を範囲とした。東京師管区・長野師管区とともに東部軍管区の下にあった。区内は宇都宮連隊区・前橋連隊区・水戸連隊区に分けられた。宇都宮師管区司令部が管轄し、宇都宮師管区部隊が置かれた。敗戦後もしばらく続き、翌1946年3月31日に廃止された。

## 概要
師管区は従来の師管を改称したもので、地域防衛の担当地域であると同時に、徴兵・補充の単位となる地域でもある。宇都宮師管区の前身は宇都宮師管で、区域の変更はない。宇都宮師管は留守第51師団が管轄しており、その司令部を改称して宇都宮師管区司令部とした。留守師団の補充隊はいったん復帰（解散）し、あらたに師管区部隊の補充隊を編成する形式をとった。

## 師管区部隊
師管区司令官
- 関亀治 予備役陸軍中将：昭和20年（1945年）4月1日 - 12月1日

師管区参謀長
- 伴信也 大佐：1945年4月1日 -